# Fort Payne
Fort Payne és una població dels Estats Units a l'estat d'Alabama. Segons el cens del 2000 tenia 12.938 habitants.

## Demografia
Segons el cens del 2000, Fort Payne tenia 12.938 habitants, 5.046 habitatges, i 3.506 famílies. La densitat de població era de 89,4 habitants/km².
Dels 5.046 habitatges en un 31,2% hi vivien nens de menys de 18 anys, en un 53,9% hi vivien parelles casades, en un 11,6% dones solteres, i en un 30,5% no eren unitats familiars. En el 26,9% dels habitatges hi vivien persones soles el 12,1% de les quals corresponia a persones de 65 anys o més que vivien soles. El nombre mitjà de persones vivint en cada habitatge era de 2,49 i el nombre mitjà de persones que vivien en cada família era de 2,97.
Per edats la població es repartia de la següent manera: un 23,4% tenia menys de 18 anys, un 10,2% entre 18 i 24, un 29,3% entre 25 i 44, un 21,6% de 45 a 60 i un 15,6% 65 anys o més.
L'edat mediana era de 36 anys. Per cada 100 dones hi havia 92,3 homes. Per cada 100 dones de 18 o més anys hi havia 88,5 homes.
La renda mediana per habitatge era de 33.560 $ i la renda mediana per família de 40.200 $. Els homes tenien una renda mediana de 29.731 $ mentre que les dones 20.135 $. La renda per capita de la població era de 19.690 $. Aproximadament el 8,3% de les famílies i el 12,3% de la població estaven per davall del llindar de pobresa.

## Poblacions més properes
El següent diagrama mostra les poblacions més properes.